# Parafia św. Marcina w Sarnowie
Parafia świętego Marcina w Sarnowie – parafia rzymskokatolicka, znajdująca się w diecezji toruńskiej, w dekanacie Chełmno. 